# Sheryl Lee Ralph
Sheryl Lee Ralph (OJ, sinh ngày 30 tháng 12 năm 1956) là nữ diễn viên, ca sĩ người Mỹ. Bà được biết đến qua nhiều vai diễn sân khấu và điện ảnh, trong đó nổi bật là vai Deena Jones trong nhạc kịch Dreamgirls (1981) của Broadway, mang về cho bà một đề cử giải Tony cho "Nữ chính nhạc kịch xuất sắc nhất". Từ năm 2021, bà thủ vai Barbara Howard trong sitcom Abbott Elementary (đài ABC) và giành được một giải Primetime Emmy hạng mục "Nữ diễn viên phụ xuất sắc trong sê-ri phim hài".
Ở lĩnh vực điện ảnh, bà xuất hiện lần đầu trong phim A Piece of the Action (1977). Năm 1991, bà giành giải Tinh thần độc lập cho nữ diễn viên phụ xuất sắc nhất qua phần thể hiện trong phim hài To Sleep with Anger năm 1990. Những vai diễn đáng chú ý khác của Ralph có thể kể tới như: The Mighty Quinn (1989), Mistress (1992), The Distinguished Gentleman (1992), Sister Act 2: Back in the Habit (1993) và The Comeback Trail (2020).
Sau một số vai khách mời trong các phim truyền hình Good Times, The Jeffersons và Wonder Woman, bà có vai chính trong các phim It's a Living (1986–1989) và New Attitude (1990), và sau này là Instant Mom (2013–2015). Vai Dee Mitchell trong Moesha (1996–2001, đài UPN) mang về cho bà năm đề cử giải NAACP Image.

## Tiểu sử
Ralph sinh ra ở thành phố Waterbury, Connecticut. Cha mẹ bà là Stanley Ralph, giảng viên đại học, và Ivy Ralph, nhà thiết kế thời trang người Jamaica. Em trai bà là diễn viên Michael Ralph. Thời nhỏ, gia đình bà thường di chuyển qua lại giữa Mandeville (Jamaica) và Long Island.

## Đời tư
Ralph kết hôn với doanh nhân người Pháp Eric Maurice từ năm 1990 tới 2001, họ sinh được một con trai năm 1992 và một con gái năm 1995. Ngày 30 tháng 7 năm 2005, bà cưới thượng nghị sĩ Pennsylvania, Vincent Hughes.